# Albin Godina
Albin Godina (tudi Vojo Godina), aktivist narodnoosvobodilne borbe in politični delavec, * 4. avgust 1913, Trst, † 11. september 1989, Ljubljana. 

## Življenje in delo
Rodil se je v družini orožnika (policista) Ivana in gospodinje Marije Godina rojene Nedoh. Družina se je preselila v Maribor, ko je bil Albin še otrok. Tu je končal osnovno šolo in gimnazijo. Študij je nadaljeval na Pravni fakulteti v Ljubljani. Po diplomi je opravil sodno prakso. Že v dijaških letih je sodeloval v Sokolu in se vključeval v levičarske mladinske organizacije. Leta 1941 se je v Ljubljani pridružil aktivistom Osvobodilne fronte. Ob nemški okupaciji Maribora je pobegnil v Povžane pri Materiji, kjer je nadaljeval z delom v osvobodilni fronti in izpeljal več odmevnih akcij na območju južne Primorske in Istre. Ko je bil politični komisar čete, ki je delovala na območju Brkinov se je spoznal z Zoro Perello in se z njo 25. maja 1944 poročil. V drugi polovici septembra 1944 je bil imenovan za javnega tožilca okrožnega odbora Osvobodilne fronte za okrožja Bača, Idrija in Kanal ob Soči. Ob koncu vojne je bil v Trstu član mestnih družbenopolitičnih organizacij in okrožnega narodnega sodišča, kasneje pa je bil predsednik Vrhovnega sodišča cone B Svobodnega tržaškega ozemlja. Jeseni 1950 je bil premeščen v Ljubljano kjer je kot referent za zamejstvo delal v informativni pisarni pri predsedstvu vlade Ljudske republike Slovenije do začetka leta 1951, ko je zaradi neke izjave postal sumljiv in nato obsojen na dve leti prisilnega dela v Bileći. Po vrnitvi v Slovenijo je bil do upokojitve direktor republiške skupnosti za zaposlovanje.